# Joseph Biziyaremye
Joseph Biziyaremye, né le 1er janvier 1988, est un coureur cycliste rwandais.

## Palmarès
- 2011
  - 8e étape du Tour du Rwanda
- 2012
  - 3e étape du Kwita Izina Cycling Tour
  - 3e du Kwita Izina Cycling Tour
- 2013
  - 6e étape du Tour de la République démocratique du Congo
- 2014
  - 5e étape du Tour du Rwanda
- 2015
  -  Champion du Rwanda sur route
- 2016
  - 3e du championnat du Rwanda sur route

## Classements mondiaux
| Année           | 2012 | 2013 | 2014 | 2015 |
| --------------- | ---- | ---- | ---- | ---- |
| UCI Africa Tour | 41e  | 202e | 81e  | 45e  |